# Costanzo Valli
Costanzo Valli (Palazzolo, 13 giugno 1937 – Palazzolo, 4 agosto 2011) è stato un politico e funzionario italiano.

## Biografia
Laureato in Ingegneria chimica al Politecnico di Milano, specializzato nelle discipline dell’ingegneria sanitaria e dell’ecologia, dirige dal 1968 al 1985 la Ripartizione difesa dell’ambiente naturale dell’Amministrazione Provinciale di Brescia. È stato Consigliere comunale a Palazzolo dal 1970 al 1985 e vice sindaco dal 1976 al 1980. Eletto nel consiglio provinciale nella lista socialista nel 1985, fu Presidente della Provincia di Brescia dal 1987 al 1995.